# Johann Christoph Bach II
Pour les articles homonymes, voir Johann Christoph Bach, Johann Bach (homonymie) et Bach (homonymie).
Johann Christoph Bach, dit aussi « Johann Christoph l'Ancien », né à Erfurt le 22 février 1645 et mort à Arnstadt le 28 août 1693, est un musicien allemand de la période baroque, membre de la famille Bach.

## Biographie
Troisième fils de Christoph Bach, Johann Christoph est frère jumeau de Johann Ambrosius et oncle paternel de Jean-Sébastien. Il épouse Martha Elisabetha Eisentraut (1654–1719).
En 1661, après la mort de ses parents, il part pour Arnstadt où il est nommé musicien de cour comme violoniste. Un différend s'élève entre lui et un nommé Gräder, musicien de la ville. La querelle ne s'apaise qu'après une sentence arbitrale rendue le 7 janvier 1681. Mais le désaccord des deux musiciens provoque leur renvoi. Peu après, le souverain meurt et toute musique est interdite. Johann Christoph se trouve alors en grande difficulté. Mais début 1682, le comte Antoine-Günther II de Schwarzbourg-Sondershausen-Arnstadt le rappelle à la Cour. Le nouveau souverain semble avoir été très satisfait de son musicien.
Une ressemblance physique extraordinaire existe entre les jumeaux Johann Ambrosius et Johann Christian Bach, selon ce que rapporte leur petit-neveu Carl Philipp Emanuel Bach :
« Ces jumeaux sont peut-être les seuls dans leur genre que nous connaissons. Ils s'aimaient à l'extrême. Ils se ressemblaient tellement que même leurs femmes ne pouvaient pas les distinguer. Ils ont constitué un grand miracle pour les hommes et pour tous ceux qui les voyaient. La parole, l'attitude, tout était identique. Dans la musique, ils étaient indiscernables, ils jouaient de manière identique, leur apparence était identique. Quand un était malade, il en était de même l'autre. De plus, ils sont morts peu de temps l'un après l'autre. »